# توماس ویلیامز
توماس ویلیامز (انگلیسی: Thomas Williams; ۱۶ ژانویهٔ ۱۸۱۵ – ۵ اوت ۱۸۶۲) فرد نظامی اهل ایالات متحده آمریکا بود.